# United Abominations
United Abominations is het elfde studiealbum van de Amerikaanse band Megadeth. Het album was het eerste van de band bij het label Roadrunner Records, en werd uitgebracht op 15 mei 2007. United Abominations was het eerste Megadeth-album sinds 2001 (The World Needs a Hero) waarop naast Mustaine weer meerdere vaste muzikanten te horen waren.

## Ontvangst van het album
Critici ontvingen United Abominations positief. Het gitaarwerk op het album kreeg veel lof, waarbij veel critici terugverwezen naar de gitaarpartijen die de klassiekers van Megadeth kenmerkten. Bovendien werden de politieke teksten en de inhoud van de lyrics door veel critici gewaardeerd. Volgens velen was het album een voortzetting van The System has Failed (2004), en een glansrijke terugkeer van Megadeth. Enkele critici verweten het album te veel te klinken als vorige werken van de band, zonder veel uitdaging of stijlwisselingen. 

## Nummers
Alle muziek en teksten zijn geschreven door Dave Mustaine, behalve daar waar aangegeven. 
| 1.                 | Sleepwalker                                                | 5:53 |
| 2.                 | Washington Is Next!                                        | 5:19 |
| 3.                 | Never Walk Alone... A Call to Arms (Mustaine, Glen Drover) | 3:54 |
| 4.                 | United Abominations                                        | 5:35 |
| 5.                 | Gears of War                                               | 4:25 |
| 6.                 | Blessed Are the Dead                                       | 4:02 |
| 7.                 | Play for Blood                                             | 3:49 |
| 8.                 | À Tout le Monde (Set Me Free) (featuring Cristina Scabbia) | 4:11 |
| 9.                 | Amerikhastan                                               | 3:43 |
| 10.                | You're Dead                                                | 3:18 |
| 11.                | Burnt Ice                                                  | 3:47 |
| Totale duur: 47:56 |                                                            |      |

## Personele bezetting
- Dave Mustaine (gitaar en zang)
- Glen Drover (gitaar)
- James LoMenzo (basgitaar)
- Shawn Drover (drums)

Killing Is My Business... and Business Is Good! ·
Peace Sells... But Who's Buying? ·
So far, so good... so what! ·
Rust in Peace ·
Countdown to Extinction ·
Youthanasia ·
Cryptic Writings ·
Risk ·
The World Needs a Hero ·
The System Has Failed ·
United Abominations ·
Endgame ·
Th1rt3en ·
Super Collider ·
Dystopia ·